# Episodi di Underemployed - Generazione in saldo
La prima ed unica stagione della serie televisiva Underemployed - Generazione in saldo è stata trasmessa sul canale statunitense MTV dal 16 ottobre 2012 al 12 gennaio 2013.
In Italia è trasmessa dal l8 luglio 2013 al 22 agosto 2013 su MTV.
| nº | Titolo originale    | Titolo italiano        | Prima TV USA     | Prima TV Italia |
| -- | ------------------- | ---------------------- | ---------------- | --------------- |
| 1  | Pilot               | È solo l'inizio        | 16 ottobre 2012  | 18 luglio 2013  |
| 2  | The Crib            | Eroi (Stra)ordinari    | 23 ottobre 2012  | 18 luglio 2013  |
| 3  | The Roommate        | Questione di spazi     | 30 ottobre 2012  | 25 luglio 2013  |
| 4  | The Days Of Yore    | Mettersi alla prova    | 6 novembre 2012  | 25 luglio 2013  |
| 5  | The Trivial Pursuit | Cercare le risposte    | 13 novembre 2012 | 1º agosto 2013  |
| 6  | The Tasting         | Prime volte            | 20 novembre 2012 | 1º agosto 2013  |
| 7  | The Focus Group     | Il Focus Group         | 27 novembre 2012 | 8 agosto 2013   |
| 8  | The Gig             | Cogliere le occasioni  | 8 dicembre 2012  | 8 agosto 2013   |
| 9  | The Confession      | Rivelazioni            | 22 dicembre 2012 | 15 agosto 2013  |
| 10 | The Kids            | Serata maschi          | 29 dicembre 2012 | 15 agosto 2013  |
| 11 | The Message         | Scendere a compromessi | 5 gennaio 2012   | 22 agosto 2013  |
| 12 | The Heart           | Seguire il cuore       | 12 gennaio 2012  | 22 agosto 2013  |

## È solo l'inizio
- Titolo originale: Pilot

## Eroi (Stra)ordinari
- Titolo originale: The Crib

### Trama
Primi problemi per i due neo genitori. Sophia racconta a Daphne di aver perso la verginità e le chiede di mantenere il segreto. Ma lei non mantiene la promessa.